# Iglesia de San Giovanni in Sugana

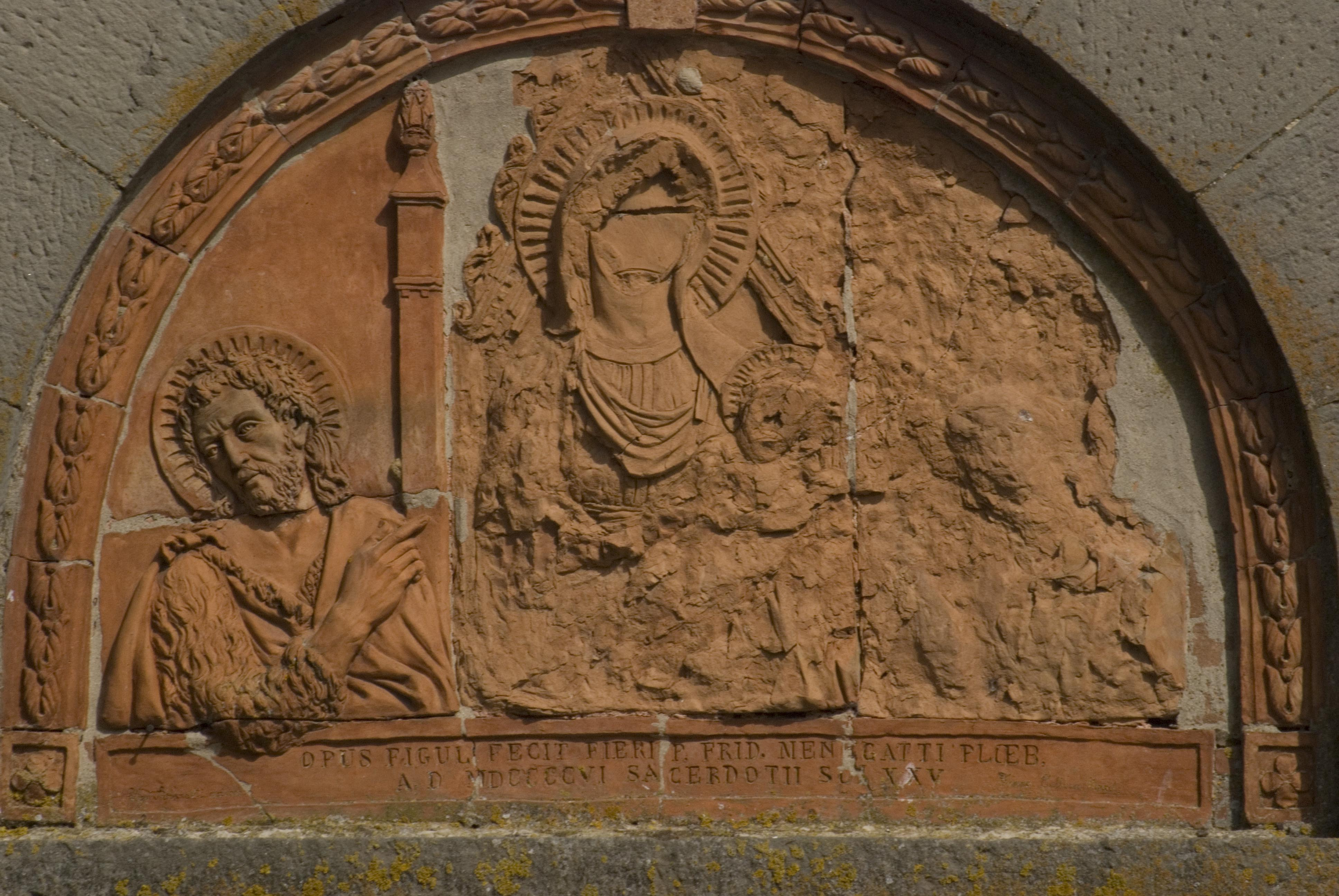
Detalle de la fachada.

La Iglesia de San Giovanni in Sugana se encuentra en la comuna de San Casciano in Val di Pesa en Florencia, Italia.
El edificio conserva las características estructurales y decorativas del siglo XII y XIII. Documentada desde el año 1019, la parroquia original probablemente surgía junto al oratorio cercano.
El actual edificio (cuyos interiores fueron rehechos en el siglo XVI) está formado de una sola nave con un portal a tutto sesto en la fachada. Al lado derecho se encuentra un claustro pequeño.
En el interior, se encuentra una Pietà elaborada en terracota vidriada de la bodega de Giovanni della Robbia o según otras fuentes de Santi Buglioni. Otras obras, entre las cuales una mesa de Neri di Bicci y la Cruz del Maestro di San Lucchese, se conservan en el local Colección de arte sagrado, donde también se encuentra el fuste esculpido con escenas de la Navidad y de la Anunciación, atribuido al Maestro de Cabestany.

## Parroquia de san Giovanni in Sugana
Consta de:
- la iglesia de san Nicolás en Pisignano

- Existente desde el siglo XIII. Fue reconstruida en el año 1707. Fue suprimida en el año 1986 y anexada a la parroquia.

- la iglesia de Santa María en la Romola

- También construida en el siglo XIII y reconstruida completamente en el año 1755.

- la iglesia de san Leonardo en la Querciola (anexo al anterior)
- la iglesia de san Esteban en Gabbiola

- Del siglo XII fue anexada a la parroquia en el año 1565. Es una pequeña iglesia románica que fue transformada en casa privada. Conserva parte del ábside y de las paredes laterales.

- iglesia de san Nicolás en Cipollatico

- En el año 1945 fue anexada a la de Montagnana.

- iglesia de san Piero en Montepaldi.
- iglesia de san Miguel en Torri

- La iglesia fue completamente reconstruida tras la Segunda Guerra Mundial. El edificio precedente venía de 1934. Fue suprimida en el año 1986.

- iglesia de san Zanobi en el Cigliano

- Es recordada una sola vez en el año 1371 y jamás ha sido una parroquia autónoma.

- iglesia de santa María en Novoli

- Mencionada en el año 1161 y desaparecida en época no precisada.

- oratorio de la Pieve Vecchia

- El oratorio de la Pieve Vecchia surge cerca de la parroquia de san Juan, a la altura del cementerio de Cerbaia. Se cree que fue construida en el siglo VII y que se levante sobre los restos de un templo romano.